# یاتسوهاشی
یاتسوهاشی (به ژاپنی: 八ツ橋 or 八橋 Yatsuhashi) یکی از انواع واگاشی (شیرینی ژاپنی) است.